# Shipibo
El shipibo (o shipibo-conibo) és la llengua més parlada de la família pano amb uns 8000 parlants dels 28.000 amb els quals compta l'ètnia shipibo-conibo en el Perú. El shipibo té quatre dialectes:
- Conibo
- Shitibo
- Malibo
- Shipibo

Els shipibo-konibo no tenen un nom massa específic per a la seva llengua i la criden usualment [non] joi 'nostra llengua' enfront de la denominació nawan joi 'llengua dels estrangers' que s'aplica tant a l'espanyol com a altres grups indígenes, especialment els altres grups que no parlen llengües pano.

## Descripció gramatical

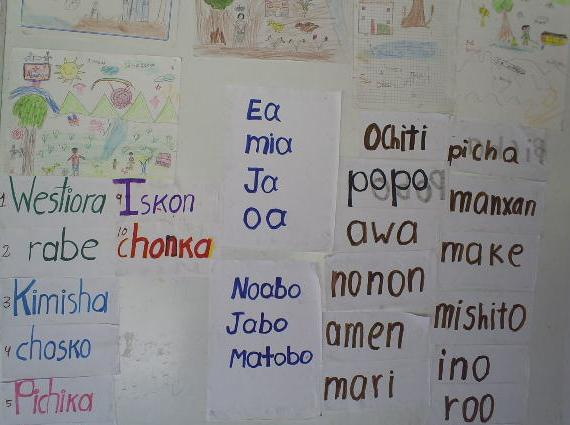
Una pissarra mostrant aquesta llengua en la comunitat de Bena Jema, departament de Huánuco.

### Gramàtica
El shipibo-konibo és una llengua consistentment de nucli final, és a dir, en un sintagma el nucli del mateix va al final d'aquest sintagma. I a conseqüència d'això presenta un ordre bàsic predominant Subjecte Objecto Verb i usa postposicions enlloc de preposicions, a més de que els complements del nom i els genitius precedeixen al nom al que complementen.
El shipibo-konibo presenta un alineament morfosintàctic de tipus consistentment ergatiu. Això contrasta amb altres llengües pano que presenten ergativitat escindida
on el sistema de marcatge ergatiu es restringeix usualment a noms comuns però els pronoms usen un sistema de marcatge nominatiu-acusatiu.
Les següents oracions mostren algunes oracions en les quals apareixen participants A (subjecte d'oració transitiva), O (objecte d'oració transitiva), Sa (subjecte actiu d'oració intransitiva) So (subjecte inactiu d'oració intransitiva):Valenzuela, Márquez Pinedo i Maddieson (2001:282): 
(1) E-a-ra isin-ai (So)
1ªPERS-ABS-EV estar.malalt-Inc
'Estic malalt/a'
(2) E-a-ra Kako-nko ka-iba-ke (Sa)
1ªPERS-ABS-EV Caco-DIR anar-PSD2-CMPL
'Jo vaig ser al Caco ahir'
(3) E-a-ra nawa-n ochíti-nin natex-ke (A y O)
1ªPERS-ABS-EV mestís-GEN gos-ERG mossegar-CMPL
'El gos del mestís em va mossegar'
(4) E-n-ra nawa-n ochíti jamá-ke (A y O)
1ªPERS-ERG-EV mestís-GEN gos:ABS patear-CMPL
'Jo vaig pegar una cossa al gos del mestís'